# 爆破3秒前
『爆破3秒前』（ばくはさんびょうまえ）は、1967年10月21日に公開された日本の映画である。監督は井田探。主演は小林旭。日活制作。

## 概要
大藪春彦の小説、『破壊指令NO.1』をモチーフにしたアクション活劇。
内務局情報室諜報部の工作員が、盗まれた宝石を始末するようにという指令が出るが…。

## キャスト
- 矢吹貢：小林旭
- 植月：葉山良二
- 杉山：北村和夫
- 奈々：高石かつ枝
- 小宮：名和宏
- 立原：内田朝雄
- 高島：神田隆
- 亜里沙 ： 應蘭芳
- 由起子 ： 伊藤るり子
- 植月の手下： 弘松三郎、河野弘、玉村駿太郎
- 運転手 ： 紀原土耕
- 釣り人 ： 加原武門
- 揚 ： 平田大三郎
- 守衛 ： 相原巨典
- 釣り人 ： 神山勝
- 高島の手下 ： 八代康二、本目雅昭、高橋明
- 植月の手下 ： 荒井岩衛
- 歌手 ： 英四郎
- ： 二階堂郁夫
- 植月の手下 ： 水川国也、大庭喜儀
- 高島の手下： 沢美鶴、山岡正義、賀川修嗣、前田武彦
- 振付： 漆沢政子
- 技斗： 高瀬将敏
- 山脇哲也 ：高橋英樹

## スタッフ
- 監督 ： 井田探
- 脚本 ： 永原秀一
- 企画 ： 仲川哲朗
- 原作 ： 大藪春彦（カッパ・ノベルズ版「破壊指令NO.1」より）
- 音楽 ： 大森盛太郎

## 同時上映
『七人の野獣 血の宣言』
- 原作・脚本：山崎巌、江崎実生 / 監督：江崎実生 / 主演：丹波哲郎
- 『七人の野獣』の続編。